# فريدريك تشارلز نيوكومب
فريدريك تشارلز نيوكومب (بالإنجليزية: Frederick Charles Newcombe)‏ (1858-1927) عالم نبات أميركي وأول رئيس تحرير ل المجلة الأمريكية لعلم النبات.